# Pere Mutjé i Pujol
Pere Mutjé i Pujol (Domeny, Sant Gregori, Gironès, 1 de març de 1951) és un polític i enginyer industrial català, diputat en la V Legislatura.

## Biografia
Enginyer industrial, especialitat tèxtil químic i paper, per l'Escola Tècnica Superior d'Enginyers Industrials de Terrassa (ETSEIT) i doctor en enginyeria industrial per la Universitat Politècnica de Catalunya (UPC). També es diplomà en òptica en la Universitat Complutense de Madrid.
Ha estat director de l'Escola Universitària d'Enginyeria Tècnica a Girona (actual Escola Politècnica Superior de la UdG) quan era una escola de la Universitat Politècnica de Catalunya i vicerector de la Universitat de Girona, en la que encara n'és professor i responsable del grup d'investigació del Laboratori d'Enginyeria Paperera i Materials Polímers (LEPAMAP). Fou elegit diputat per la circumscripció de Girona a les eleccions al Parlament de Catalunya de 1995 dins les llistes de Convergència i Unió i posteriorment fou regidor de l'ajuntament de Girona de 1999 a 2003.

## Obres
- La regulación automática en la industria papelera: componentes, nomenclatura y simbolismo (1980)
- Química general experimental (1983)